# Бырдин, Евгений Яковлевич
Евгений Яковлевич Бырдин (14 февраля 1876 — 21 (22) мая 1927, Харбин) — русский военачальник, генерал-майор, участник Белого движения в годы Гражданской войны.

## Биография
На службе с 1894 года. С 1896 — офицер.

### Участие в Гражданской войне
С июля 1918 года служил в Народной Армии Самарского КОМУЧа, Русской армии адмирала А. В. Колчака.
Командовал 14-м Уфимским стрелковым полком, входящим в состав 4-й Уфимской стрелковой имени генерала Л. Г. Корнилова дивизии.
Начиная с июня 1919 года, командовал 2-й бригадой 4-й Уфимской стрелковой дивизии, а с 14 сентября по 4 октября 1919 года исполнял должность начальника 7-й Уральской дивизии горных стрелков. Был произведён в полковники.
Участвовал боях под Уфой, Челябинском, в Тобольской операции.
Участвовал в Великом Сибирском Ледяном походе.
29 сентября 1920 года был назначен на должность интенданта Дальневосточной армии, а после того как в Приморье сменилась власть, 2 июня 1921 года был временно назначен начальником снабжения войск Временного Приамурского правительства, 29 июля 1921 года был утверждён в занимаемой должности, 14 июня 1922 года — отчислен от неё.

### В эмиграции
В эмиграции проживал в Китае.
Похоронен 24 мая 1927 года в Харбине на Новом кладбище.